# 暗くなるまで待って (映画)
『暗くなるまで待って』（くらくなるまでまって、原題: Wait Until Dark）は、1967年のアメリカ合衆国のサスペンス映画。監督はテレンス・ヤング、出演はオードリー・ヘプバーンとアラン・アーキンなど。
フレデリック・ノットによる同名戯曲を映画化した作品である。なお、同戯曲の舞台初演は1966年だが、その初演の前からヘプバーン主演での映画化が決まっていた（詳細は後述）。

## ストーリー
写真家のサムは、降り立った空港のロビーで、見知らぬ女から一体の人形を預けられた。サムは不審に思うも、とりあえずその人形をNYのアパートまで持ち帰る。しかし実は、その人形にはヘロインが隠されており、その見知らぬ女リサは犯罪グループからそれを奪って独り占めしようとしていたのである。
詐欺師のコンビであるマイクとカルリーノはかつての仲間であるリサに呼び出されてアパートの部屋にやってくる。明らかにリサの部屋ではないことを不審に思う2人だったが、そこに2人を「買いたい」という男ロートが現れる。実はロートはリサがサムに渡した人形を探しているが、どうしても見つからず、2人に協力するように依頼する。2人はその申し出を断るが、部屋の中でリサの死体を見つけてしまう。ロートが殺したことは明らかだが、前科のある2人は部屋中に指紋を残していることからロートに従わざるを得なくなる。実はこのアパートの部屋はサムとその盲目の妻スージーの部屋だったのである。
翌日、サムが仕事で外出し、スージーが1人で部屋にいるのを見計らい、まずマイクが部屋を訪れ、サムの戦友を装ってスージーと親しくなる。そこにロートが老人に扮し、息子の嫁がサムと不倫をしているとして部屋に乱入してくる。この騒ぎでマイクが警察に連絡したふりをし、そこに刑事に扮したカルリーノがやってくる。さらにロートが先程の老人の息子に扮して、妻がサムと不倫しており、サムが妻に送った人形を探していることを告げる。そこに昨日、駐車場で起きたとされる殺人事件の被害者が、サムの不倫相手とされる女性であるとの連絡が来る。その被害者の遺体はロートらが運び出したリサの死体である。
混乱するスージーだったが、人形の存在は認識しつつも、そのありかがどうしてもわからない。実は人形は、2階上に住む少女グロリアが気に入ってこっそり持ち出していたのである。スージーと男たちのやりとりを見ていたグロリアは密かに人形を戻すが、スージーに気づかれてしまう。一方、スージーは男たちの様子を不審に感じていたことから、グロリアに協力してもらうことで、男たち3人が結託して自分を騙していることを知る。こうしてスージーはグロリアにサムのもとに行って助けを求めるように頼む。
部屋に1人で残ったスージーは警察に電話しようとするが、既にロートによって電話線が切られていた。絶望の中、スージーは何とか生き延びようと、部屋中の電球を破壊し、可能な限り暗くする。そこにマイクが1人で現れる。既に正体が知られていることに気づいたマイクは、どうしても人形のありかを白状しないスージーに対し、相棒のカルリーノがロートを殺しているはずなので、自分たち2人はこのまま姿を消すと告げ、部屋を出て行こうとする。ところがそこにロートが現れ、マイクを刺し殺す。ロートはマイクとカルリーノが自分を殺そうとしていることに気づいており、そこで駐車場に呼び出したカルリーノを車で何度も轢いて惨殺していたのである。
ロートは部屋にガソリンを撒き、スージーを脅す。しかし、隙を見て部屋を完全に暗くしたスージーはガソリンをロートにかけ、ナイフとマッチを奪うことに成功する。暗闇の中でロートの動きを封じ込めたスージーは部屋から脱出しようとするが、ロートは冷蔵庫の扉を開けて部屋を明るくしてしまう。こうして追い詰められたスージーは人形をロートに渡す。ロートが人形からヘロインを取り出している隙に包丁を手にしたスージーは、彼女を寝室に連れ込もうとするロートを刺す。助けを求めて叫ぶスージーだったが、瀕死のロートは執念でスージーを追い詰める。スージーは冷蔵庫の扉を閉めて暗闇にしようとするが、ロートが冷蔵庫を閉められないようにと挟んだタオルのせいでどうしても閉じることができない。スージーは目が見えないのでそれがわからない。その間にもどんどん近づいてくるロートの気配。スージーは冷蔵庫を閉めることを諦め、裏にあるコンセントを抜こうと必死で探す。けれども今朝、冷蔵庫のコンセントを抜くように指示されていたのに、その後の出来事でやっていなかったため、コンセントの場所がわからない。ロートがあと1歩まで迫った時にスージーはコンセントを見つけて抜き、冷蔵庫の明かりが消え、スージーの悲鳴が轟く。
暗闇に閉ざされた部屋に、サムが警官らを連れて駆けつける。そこにはマイクとロートの死体が転がっており、スージーは冷蔵庫の扉に隠れるようにうずくまっていた。サムとスージーは強く抱きしめ合う。

## 登場人物
スージー・ヘンドリクス
演 - オードリー・ヘプバーン
交通事故で盲目となった女性。
ハリー・ロート
演 - アラン・アーキン
冷酷な犯罪首謀者。
マイク・トールマン
演 - リチャード・クレンナ
詐欺師。
サム・ヘンドリクス
演 - エフレム・ジンバリスト・Jr
スージーの夫。プロ写真家。
カルリーノ
演 - ジャック・ウェストン
マイクの相棒。元警官。
リサ
演 - サマンサ・ジョーンズ
詐欺師。
グロリア
演 - ジュリー・ハーロッド ※原作舞台劇の初演でも同じ役を演じている。
スージーの2つ上階に住む少女。父親は帰らず、母親も週末は遊びまわっている（大人に助けを求められないことが暗示される）。
シャトナー
演 - フランク・オブライエン
スージーの3つ上の最上階に住む少年。週末にスキーに行ったため、スージーは助けを求められないことが暗示される。また、彼とスージーとの会話で、大家も冷蔵庫を直したくなくて連絡が取れない（助けを求められない）ことも語られる。
少年
演 - ゲイリー・モーガン
マイクが道を訊いた少年。
ルイ
演 - ジャン・デル・ヴァル
ヘロインを人形に詰める、組織の老人。

## キャスト
| 役名                   | 俳優                       | 日本語吹替                          |
| 役名                   | 俳優                       | NETテレビ版                         |
| ---------------------- | -------------------------- | ----------------------------------- |
| スージー・ヘンドリクス | オードリー・ヘプバーン     | 池田昌子                            |
| ハリー・ロート         | アラン・アーキン           | 内海賢二                            |
| マイク・トールマン     | リチャード・クレンナ       | 井上孝雄                            |
| サム・ヘンドリクス     | エフレム・ジンバリスト・Jr | 黒沢良                              |
| カルリーノ             | ジャック・ウェストン       | 滝口順平                            |
| リサ                   | サマンサ・ジョーンズ       | 浅井淑子                            |
| グロリア               | ジュリー・ハーロッド       | 高島雅羅                            |
| 不明 その他            |                            | 北村弘一 三枝みち子 作間功 仲木隆司 |
|                        |                            |                                     |
| 演出                   | 演出                       | 春日正伸                            |
| 翻訳                   | 翻訳                       | 宇津木道子                          |
| 効果                   | 効果                       | PAG                                 |
| 調整                   | 調整                       | 山田太平                            |
| 制作                   | 制作                       | 日米通信社                          |
| 解説                   | 解説                       | 淀川長治                            |
| 初回放送               | 初回放送                   | 1975年4月13日 『日曜洋画劇場』      |

## スタッフ
- 製作：メル・ファーラー
- 製作総指揮：ウォルター・マクイーウェン（クレジット無し）
- 監督：テレンス・ヤング
- 脚色：ロバート・カーリントン、ジェーン・ハワード・カーリントン
- 原作：フレデリック・ノット（英語版）
- 撮影：チャールズ・ラング
- 美術：ジョージ・ジェンキンス（英語版）
- 編集：ジーン・ミルフォード
- 音楽：ヘンリー・マンシーニ
- 主題歌「暗くなるまで待って」
  - 作曲：ヘンリー・マンシーニ
  - 作詞：ジェイ・リビングストン、レイ・エヴァンズ
  - 歌：スー・レイニー（英語版）
- 装置：ジョージ・ジェームス・ホプキンス（英語版）
- ヘプバーンのメイクアップ：ワーナー・ブラザース・コスメティックス
- タイトル・デザイン：ウェイン・フィッツジェラルド（英語版）（クレジット無し）

## 製作

### 映画化権
『風と共に去りぬ』の映画化をデイヴィッド・O・セルズニックに勧めたケイ・ブラウンはメル・ファーラーの友人であり、オードリー・ヘプバーンにフレデリック・ノットの新作『暗くなるまで待って』の戯曲を送っていた。ヘプバーンは休暇中にまだ読まれていない出演依頼の脚本を山のように持ってきており、その中に『暗くなるまで待って』のものもあった。気晴らしに読んだヘプバーンの夫メル・ファーラーはその本を気に入り、ヘプバーンにも読んでもらい、その日の午後にはヘプバーンのエージェントのカート・フリングスに電話をしている。フリングスは1965年6月（ヘプバーンは『おしゃれ泥棒』の撮影前）にワーナー・ブラザースと交渉を開始した。ワーナー・ブラザースは乗り気で、まだブロードウェイで上演されないうちに100万ドルで映画化権を買った。
ワーナーの製作部長のウォルター・マクイーウェンは1965年6月24日、ジャック・L・ワーナー宛の手紙に「もし『暗くなるまで待って』をオードリー・ヘプバーンで進めるつもりならば、できるだけ早くそれを公表してほしいとオードリー側が言ってきている。『マイ・フェア・レディ』の二の舞を避けたいからだ。ブロードウェイで主役を演じる女優が舞台で大成功を収めれば、ブロードウェイの女優の持ち役をまたしても横取りしたと言われかねない。それは望んでいない。」と書かれていた。1965年7月12日には契約が成立している。

### 撮影前
メル・ファーラーは『暗くなるまで待って』のプロデューサーで、テレンス・ヤング監督を起用、契約した。オードリー・ヘプバーンは『初恋』の製作中、ヤング監督の『鷲の谷』のオーディションを受けており、その際は役に合わずに落ちたものの、ヤングは彼女はいつか大物になるだろうと予言し、いつか君の方から声をかけて私に監督をやらせてくれと頼んでいた。
ヤングはヘプバーンを殺そうとする悪役にジョージ・C・スコットかロッド・スタイガーを望んだが、二人とも断ってきた。結局その役はアラン・アーキンに落ち着いたが、テレンス・ヤングは「アーキンにはスコットがやった場合の凶暴な凄みはなかったかもしれないが、この役に全く新しい次元、完全な感情の欠如と忘れがたい悪の本質を与えた」と語っている。
ヘプバーンは1966年8月末、『いつも2人で』の撮影もまだ済んでいないうちからヘアとメイクのテストを受け、『いつも2人で』に続いてジバンシィを使えなかったため、9月にはパリで既製服を買い求めた。そのため、この映画には衣装デザインのクレジットがない。
そのテレンス・ヤングは『トリプルクロス』の撮影で猛烈な嵐のため、イタリア近くのエルバ島で足止めをくっていた。そのためニューヨーク到着は遅れに遅れ、ヤングはメル・ファーラーに、監督を降ろさないでくれと電報を打っている。しかしジャック・L・ワーナーは既に監督を引き継いでもらうよう、キャロル・リードに接触していた。ヘプバーンはリードを考慮することすら拒み、ヘプバーンとジャック・L・ワーナー、ヘプバーンのエージェントのフリングスとワーナーの製作部長のウォルター・マクイーウェンの間で激烈なやりとりが交わされたが、ヘプバーンは断固として譲らなかった。
ヘプバーンは撮影前にローザンヌの視覚障害者の訓練を専門にしている医師について勉強し、ニューヨークでは視覚障害者福祉施設（ライトハウス）で、やっと到着したテレンス・ヤングと共に数日から数週間訓練をした。ヘプバーンはそこで目の見えない人々の行動や動きを観察し、点字の読み方を覚えた。テレンス・ヤングは「オードリーの方がはるかに覚えが速かった。目隠ししてもたちまちライトハウスの部屋や廊下を動き回れるようになった。ケトルに水を注ぎ、ガスをつけ、お湯を沸かし、ティーポットにお茶の葉を入れて、一滴もこぼさずに注げるようになった。」と語っている。ヘプバーンは指先の感触で生地を見分け、音で人との距離を判断し、鏡なしで化粧をする方法を学んだ。他にも電話のダイヤルの仕方を学んだり、白熱電球の発する熱を顔に感じて電球の位置を知ったりする方法も学んだ。これらは『暗くなるまで待って』の中では重要な動作であった。

### 撮影
撮影は1967年1月にニューヨークで始まった。ニューヨーク市長は10日の撮影期間中、交通を遮断して協力することに同意した。何千人もの野次馬がオードリー・ヘプバーンを一目見ようと群がった。
その後ロサンゼルスへ移りスタジオ撮影が始まったが、最初のラッシュを見るなりマクイーウェンはヘプバーンのトレードマークである目があまりにもキラキラと表現力が豊かなため、盲人らしくないとコンタクトレンズを入れるよう迫った。当時はハードレンズしかなく、ヘプバーンは着けるのを嫌がったが、クローズアップのシーンに限ってそれを着けることに同意した。
映画はヨーロッパ時間で仕事をしている。午前11時にスタジオ入りし、昼食抜きで撮影、午後7時には終了していた。ただし午後4時にはティー・ブレイクが設けられており、キャスト全員がケーキやビスケットなどをたくさん持ち込んでいた。リチャード・クレンナは「テーブルのそばを通るだけで体重が10ポンドも増えるありさまだった。オードリーだけは別だったが。」と語っている。ヘプバーンは撮影で体重が15ポンドも痩せた。監督のテレンス・ヤングは「この役はオードリーがそれまでやった中で一番大変な役だった。あまりの辛さに一日ごとに体重が減っていくのが目に見えるようだった」と述べている。撮影は順調でキャストとスタッフの雰囲気もとても良く、1967年4月に終了した。

### 公開
ワーナー・ブラザース＝セヴン・アーツの上層部はクライマックス・シーンが観客にどう受け止められるか不安であり、カリフォルニア州グレンデールの映画館で試写会を開いた。問題のシーンになると、観客たちは大きな悲鳴をあげた。結局ワーナーはそのままで1967年10月に映画を公開し、ラジオシティ・ミュージックホールの記録を破る興行収入をあげ、大ヒットした。ヘプバーンは5度目のアカデミー主演女優賞にノミネートされている。

## エピソード
- 監督のテレンス・ヤングとオードリー・ヘプバーンはマーケット・ガーデン作戦の時に共にアルンヘムにいたことを発見している。テレンス・ヤングはイギリス軍戦車部隊長で、アルンヘムとヘプバーンの居たその近郊を徹底的に破壊する砲撃の指揮をとっていた。「もう少し左を狙っていたら（ヘプバーンを撃ってしまって）、今頃はこの仕事についていないだろう」とよく冗談を言っていたという[35][36]。
- 昔の映画館は自由席であり入れ替え制でもなかったため、クライマックスが始まるラスト30分間は劇場の扉に赤ランプが点き、「劇場内への途中入場はできません。しばらくロビーでお待ちください。」という掲示がかけられ、公安上許されるギリギリまで劇場内の照明を消して上映された[37][38]。
- 女優の岩下志麻はこの映画のヘプバーンを素晴らしいと思い、私もこういう役をやってみたいと会社に企画を出している[39]。盲目の役だと、つい動作が遅くなったり間を取り過ぎたりしがちだが、それを普通のテンポで演じたのは素晴らしい、同じ女優として難しさがわかると書いている[39]。

## 作品の評価
映画雑誌『スクリーン』で「ぼくの採点表」というコーナーを持っていた映画評論家双葉十三郎の評価は☆☆☆☆で80点（ダンゼン優秀）。これはオードリー・ヘプバーン作品では『ローマの休日』の☆☆☆☆★（85点）に次いで、『麗しのサブリナ』『パリの恋人』『昼下りの情事』『シャレード』『マイ・フェア・レディ』『いつも2人で』と並ぶ高得点である。
映画雑誌『キネマ旬報』1968年度第13位。
映画雑誌『スクリーン』の1969年批評家投票第9位、読者投票4位。
Rotten Tomatoesによれば、批評家の一致した見解は「爪を噛むほどの緊張感と素晴らしい演技で、『暗くなるまで待って』は恐ろしく巧みな基本設定を最大限に活かしたコンパクトなスリラーである。」であり、23件の評論のうち高評価は96%にあたる22件で、平均点は10点満点中8.04点となっている。Metacriticによれば、9件の評論の全てが高評価で、平均点は100点満点中81点となっている。

### 受賞歴
- 第40回アカデミー賞主演女優賞ノミネート（オードリー・ヘプバーン）
- ゴールデングローブ賞主演女優賞ノミネート（オードリー・ヘプバーン）
- ゴールデングローブ賞助演男優賞ノミネート（エフレム・ジンバリスト・Jr）
- ローレル賞作品賞（ドラマ部門）ノミネート 第5位
- ローレル賞主演女優賞（ドラマ部門）第3位受賞（オードリー・ヘプバーン）
- AFIアメリカ映画100年シリーズ「スリルを感じる映画ベスト100」第55位（2001年）